# گوردون کلمن
گوردون کلمن (انگلیسی: Gordon Coleman؛ زادهٔ ۱۱ فوریهٔ ۱۹۵۴) بازیکن فوتبال اهل بریتانیا است.
از باشگاه‌هایی که در آن بازی کرده‌است می‌توان به باشگاه فوتبال بری اشاره کرد.